# Xeranobium parvum
Xeranobium parvum är en skalbaggsart som beskrevs av White 1971. Xeranobium parvum ingår i släktet Xeranobium och familjen trägnagare. Inga underarter finns listade i Catalogue of Life.